# Аппазов, Мемет
Мемет Аппазов (1914, Таврическая губерния — 26 октября 1943, Крымский заповедник, Крымская АССР) — советский офицер, лейтенант. Участник советско-финской и Великой Отечественной войны. После обороны Перекопа в партизанском движении Крыма. Командир диверсионной группы. К 1943 году — начальник штаба 1-го автономного отряда. Погиб в бою. Именем Мемета Аппазова была названа улица в Симферополе в микрорайоне Хошкельды.

## Биография
Аппазов Мемет родился в 1914 году в Таврической губернии, крымский татарин. Проживал в Ялте. Служил в РККА в 1936—1940 годах. Член ВКП(б). Участник советско-финской войны 1939—1940 годов. Повторно был призван в армию после начала Великой Отечественной войны. Участвовал в оборонительных боях осенью 1941 года в Крыму. Командир взвода в 51-й армии. После отступления от Перекопа Аппазов Мемет — участник партизанского движения на оккупированной гитлеровцами территории Крымской АССР в 1941—1942 годах.
В партизанах находился с ноября 1941 года с февраля по октябрь 1943 года, вплоть до гибели. Был командиром боевой диверсионной группы партизанского отряда №7 3-го района партизан Крыма. Участвовал в 5 больших отрядных боях против немецких карательных отрядов. Во главе боевой группы совершил 16 боевых операций с выходом на шоссе врага, совершил 15 боевых продовольственных операций, во время которых было подбито и сожжено более 10 автомашин с войсками и грузами, уничтожено 10 подвод с боеприпасами, истреблено до 50 солдат и офицеров противника. Группой было отбито 2 стада у противника и истреблён конвой из 20 румынских солдат. Им лично было убито 18 солдат и офицеров врага. Особенно Аппазов отличился в бою 26 ноября 1941 года, когда противник силою до двух батальонов пытался окружить и уничтожить партизанский отряд, который был расквартирован в посёлке Чаир. Аппазов во главе 9 бойцов, обороняя западную часть посёлка, организованным огнём и смелыми действиями отбил несколько атак противника, чем не допустил полного окружения и дал возможность отряду партизан выйти из окружения с малыми потерями. В этом бою он был ранен в грудь навылет вражеской пулей, но оставался в строю до конца боя.
В феврале 1942 года вместе с другом, партизаном Н. С. Спаи отправлялись командованием связными в Севастополь. Из-за плотных порядков противника в районе осады фронт перейти не смогли, вернулись в отряд  обмороженными и полуживыми.
20 сентября 1942 года начальник штаба 3-го района партизан Крыма майор Калугин представил бойца партизанского отряда №7 лейтенанта Мемета Аппазова к награждению орденом Красного Знамени. 24 октября 1942 года приказом Военсовета Черноморской группы войск Закавказского фронта он был награждён.
В начале осени 1942 году в числе других истощённых партизан был эвакуирован по воздуху на Большую землю. После излечения и восстановления веса находился в распоряжении сочинского штаба. В июне 1943 года Спаи, Апазов, Самойленко, Чусси были снова заброшены в Крым, в район Басман-горы. К осени 1943 года Аппазов был начальником штаба 1-го автономного отряда М. А. Македонского. 26 октября 1943 года в бою на горе Абдуга, у села Коуш, вместе со Н. С. Спаи погиб в неравной схватке.
В ночь на 25 октября по кострам противником был обнаружен район расположения партизан. В 7 час. 40 минут утра силами до двух тысяч человек противник начал прочес леса. М. В. Селимов, комиссар 1-го партизанского отряда (командир М. А. Македонский), писал в дневниковых заметках: «В этом ожесточенном бою смертью храбрых пали герои-партизаны командир боевой группы Аппазов Мемет, партизан Спаи Н. С., шедший рядом со мной…». 
Был захоронен в урочище Хыр-алан.

## Память
Партизаны, павшие в Бешуйском бою 7—11 февраля 1944 года, были похоронены в братской могиле. Она находится на территории Крымского заповедника, Симферопольский район, сельское поселение Перовское, в 12,5 км к юго-востоку от села Партизанское, в районе кордона «Сосновый» на правом берегу Альмы. В 1962 году здесь был установлен памятник — обелиск из чёрного мрамора на двухступенчатом гранитном постаменте. В числе павших указаны и погибшие на несколько месяцев ранее Мемет Аппазов и Н. С. Спаи.

Мемориальная надпись: «Партизанам и партизанкам, павшим смертью храбрых в боях против фашистских оккупантов. Район ожесточённых боёв партизан Крыма с фашистскими захватчиками 1941—1944 гг. Апазов М., Бондаренко Н., Гвалия П. Т., Гнатенко В. С., Гнатенко И. С., Спаи Н. С., Ницецкий Б. С., Тюрина Т. М., Чёрный Я. П., Долуденко В. Т., Зонов А. М., Кочкарев В. К., Лагутин Я. М., Тайшин Г. А., Мельников Ф. Н., Тарнович Е. Н., Петриченко А.».

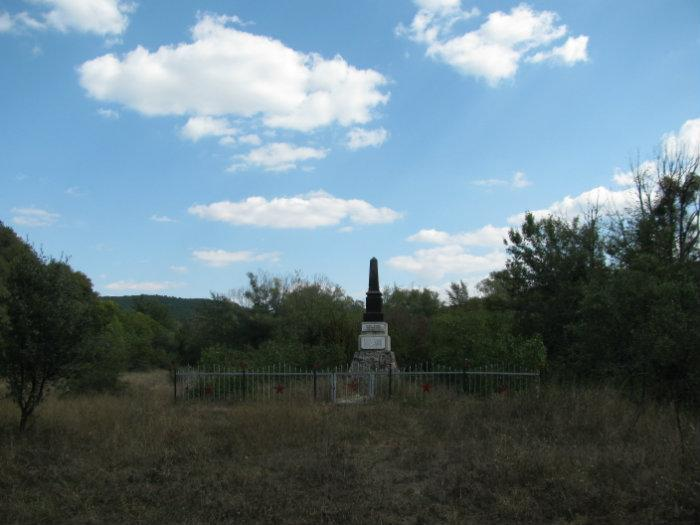
Братская могила партизан (1962)  Объект культурного наследия народов РФ регионального значения. Рег. № 911710873070005 (ЕГРОКН)
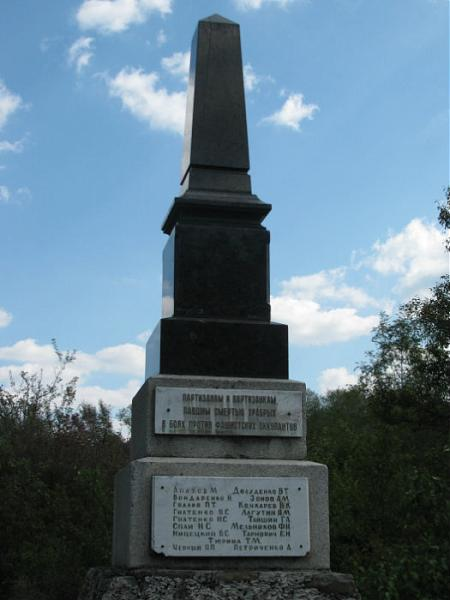
Мемориальные таблички с именами погибших

Решением Крымского облисполкома от 5 сентября 1969 № 595, был присвоен охранный № 1706. Охранная зона в радиусе 20 м от центра памятника, утверждена решением Крымского облисполкома от 15 января 1980 № 16. С 20 декабря 2016 года постановлением № 627 памятник является объектом культурного наследия регионального значения.  Объект культурного наследия народов РФ регионального значения. Рег. № 911710873070005 (ЕГРОКН).
В честь Мемета Аппазова в 1990-х годах была названа улица в Симферополе в микрорайоне Хошкельды, где ряд соседних улиц также назван именами участников Великой Отечественной войны - крымских татар.